# Комарков, Евгений Федорович
 Евгений Федорович Комарков  (19 февраля 1890 года, Москва — 1968, Москва) — специалист в области электротехнических материалов, доктор технических наук, профессор, заслуженный деятель науки и техники, лауреат Государственной премии.

## Биография
Евгений Федорович Комарков родился в 19 февраля 1890 года в Москве в бедной семье. Учился в московской школе, в промышленном училище. В 1917 году окончил Московское высшее техническое училище (ныне Московский государственный технический университет имени Н. Э. Баумана), получив специальность инженера-механика, оставлен при ВУЗе для преподавательской работы.
Не имею достаточных средств для поддержания семьи с 1906—1911 год работал чертежником, репетитором, монтером на стройках города (1911—1914). С 1914 по 1915 год одновременно с учебой в институте работал мастером и техником на Электромеханическом заводе Чибисова и Стручкова; в 1915—1918 годах работал инженером электротехнического отдела Земгора.
Окончив МВТУ, занимался преподаванием на электротехническом факультете института. Занимал должности: ассистента, доцента, читал курс «Электротехнические материалы». В 1926 году организовал в институте лабораторию Электроматериаловедения.
Одновременно с работой в МВТУ в 1919—1921 годах был экспертом по делам изобретений Комитета по делам изобретений; работал заведующим электротехнической секции Камвольного треста (1921—1927).
В дальнейшем работал начальником лаборатории высоковольтных сетей МОГЭСа, вел научно-исследовательскую работу в ВЭИ.
С 1923 года руководил дипломниками электропромышленного факультета института Народного хозяйства имени Плеханова. В 1930 году произошло слияние нескольких подразделений института Народного хозяйства с электротехническим факультетом МВТУ. На их базе был образован Московский энергетический институт. Лаборатория материаловедения была переведена из МВТУ в МЭИ, в новом институте была образована кафедра Электроматериаловедения. Е. Ф. Комарков был назначен ее заведующим, получив должность профессора. С 1932 года он работал только в МЭИ. Здесь же написал учебник для студентов — «Электроматериаловедение».
5 апреля 1937 года ему была присвоена без защиты диссертации на основе выполненных научно-исследовательских работ ученая степень кандидата технических наук и ученое звание профессора. В 1941 году профессор Е. Ф. Комарков за выдающуюся работу по подготовке инженерных электротехнических кадров был награждён орденом «Знак Почета». В годы Великой Отечественной войны после эвакуации МЭИ Е. Ф. Комарков занимал должность директора по учебной и научной работе Московского филиала МЭИ.
В МЭИ ученый проработал до 1 ноября 1945 года, потом был репрессирован. В 1956 году был реабилитирован.
С 1954 по 1968 год Е. Ф. Комарков работал зав. кафедрой общей электротехники Московского горного института (сегодня — Горный институт НИТУ «МИСиС»).

## Награды и звания
- Орден «Знак Почета» (13.12.1940) — «в ознаменование 35-летия Московского энергетического института им. В. М. Молотова, за выдающиеся заслуги в деле выращивания и воспитания энергетических кадров для народного хозяйства»
- Государственная премия СССР.

## Труды
- Электроматериаловедение. М.-Л. 1935.
- «Технология электротехнических материалов».